# موتوبو، اوکیناوا
موتوبو، اوکیناوا (به لاتین: Motobu, Okinawa) یک منطقهٔ مسکونی در ژاپن است که در استان اوکیناوا واقع شده‌است. موتوبو  ۱۳٬۷۸۳ نفر جمعیت دارد.